# Аделейе, Дэвид
Дэвид Банколе Аделейе (англ. David Bankole Adeleye; род. 16 ноября 1996, Лондон, Англия, Великобритания) — английский боксёр-профессионал, нигерийского происхождения, выступающий в тяжёлой весовой категории. Чемпион Англии среди юниоров (2013), чемпион среди Британских университетов и колледжей (2018) в любителях. Среди профессионалов бывший чемпион Европы по версии WBO European (2023) в тяжёлом весе. Действующий чемпион Англии по версии BBBofC (2024—н.в)
Лучшая позиция по рейтингу BoxRec — 30-я (апрель 2025), и является 13-м среди британских боксёров тяжёлой весовой категории, а по рейтингам основных международных боксёрских организаций занимает: 9-ю строчку рейтинга WBO — входя в ТОП-50 лучших тяжеловесов всего мира.

## Биография
Дэвид Банколе (Оланреваджу) Аделейе родился 16 ноября 1996 года в Лондоне, в Англии, в Великобритании, в семье нигерийских родителей, которые были родом из района Иколе в штате Экити, на юго-западе Нигерии.
В детстве Аделейе восхищался такими профессиональными чемпионами мира как: Леннокс Льюис, Мухаммед Али и Рой Джонс, и мечтал стать профессиональным боксёром. Но родители поставили условие, чтобы он не занимался профессиональным боксом, по крайней мере, пока не получит высшее образование.
И Аделейе в 2018 году окончил Университет Вулвергемптона со степенью в области бизнес-администрирования, в котором его диссертация была посвящена деловому аспекту профессионального бокса. При этом он совмещал занятия любительским боксом со своей учебой в университете.

## Любительская карьера
Аделейе начал заниматься боксом в молодёжном клубе Dale Youth Club в возрасте четырнадцати лет под руководством Гэри Макгиннесса. В мае 2013 году он стал чемпионом Англии среди юниоров в весе до 91 кг на турнире ABA. В 2017 году он выиграл турнир новичков ABA, а затем в 2018 году стал победителем одного из взрослых турниров ABA. Позже в 2018 году он представлял Англию на международном турнире против Дании и завоевал золото на чемпионате Британских университетов и колледжей по любительскому боксу.

## Профессиональная карьера
В июле 2019 года стало известно, что он подписал контракт с британской промоутерской компанией Queensberry Promotions Фрэнка Уоррена.
И 21 декабря 2019 года в Лондоне (Великобритания), дебютировал в профессионалах, досрочно победив техническим нокаутом в 1-м раунде опытного литовца Дмитрия Калиновского (13-62-4, 5 KO). И на протяжении первых десяти боёв не потерпел ни одного поражения, — из них девять боёв закончив досрочно.
Часто присутствовал в тренировочном лагере и был спарринг-партнёром таких чемпионов мира как: Тайсон Фьюри и Энтони Джошуа.
24 апреля 2021 года в Лондоне (Великобритания), в конкурентном бою с большим трудом, по мнению многих спорно, решением судьи (счёт: 58-57) победил опытного польского джорнимена Камиля Соколовского (10-21-2, 4 КО).
12 ноября 2021 года в Лондоне (Великобритания), досрочно ввиду отказа противника от продолжения боя после 4-го раунда победил опытного чешского джорнимэна Доминика Мусила (6-3, 5 КО).
23 апреля 2022 года в Лондоне (Великобритания), досрочно техническим нокаутом в 4-м раунде победил опытного соотечественника Криса Хили (9-8, 2 КО).
11 ноября 2022 года в Лондоне (Великобритания), досрочно нокаутом во 2-м раунде победил опытного мексиканца Элвиса Гарсию (9-3, 7 КО).

### Бой за вакантный титул чемпиона Европы по версии WBO
17 февраля 2023 года в Лондоне (Великобритания) в проспект-клэше сошлись два небитых супертяжеловеса, и местный фаворит Дэвид Аделейе (10-0, 9 KO) ожидаемо нокаутировал украинца Дмитрия Безуса (10-0, 5 KO). На кону был вакантный титул чемпиона Европы по версии WBO в тяжёлом весе. Аделейе неплохо начал бой — удивил сдвоенным левым хуком. Безус в ответ попробовал работать первым номером, но действовал опрометчиво — бросался вперёд с правым прямым. Одна из таких попыток завершилась пропущенным джебом на сближении — так украинец оказался на канвасе в первый раз. Бой продолжился, но за несколько секунд до гонга Безус пропустил неприятный апперкот.
Безус лучше начал 2-й раунд и даже донёс до цели солидный левый хук. Но очередное опрометчивое сближение с соперником завершилось пропущенными боковыми: правый по корпусу, а левый — точно в челюсть. В результате Безус упал в нокдаун № 2. Безус не без проблем поднялся на ноги и вроде бы собирался продолжать боксировать, но рефери решил остановить бой.

### Бой с Эмиром Ахматовичем
9 июня 2023 года в Лондоне (Великобритания) в главном поединке вечера провёл дебютную защиту пояса чемпиона Европы по версии WBO — побил выступающего за Германию уроженца Сербии Эмира Ахматовича (12-1, 9 КО). Бой начался с перестрелки джебами. Аделейе действовал точнее: достал передней рукой, попал левым боковым, попробовал поймать на сближении апперкотом. Незадолго до гонга потряс джебом, но промахнулся в попытке добить левым боковым. Ахматович вынужден постоянно клинчевать. За несколько секунд до окончания 3-го раунда Аделейе поймал соперника правым ударом снизу, бросился добивать, но прозвучал гонг. В 4 и 5 раунде серб выглядел все хуже и хуже и в конце концов не вышел на 6-й раунд.

### Бой с Фабио Уордли
28 октября 2023 года в Эр-Рияде (Саудовской Аравии) в рамках со-главного события большого боксерского вечера «Тайсон Фьюри — Франсис Нганну» проиграл перспективному соотечественнику Фабио Уордли (16-0, 15 КО). Первая половина 12-раундового боя прошла в конкурентной борьбе и Аделейе хорошо встречал более активного Уордли, но в 7-м раунде от правого бокового оказался в нокдауне после чего Уордли пошел на добивание, что вынудило рефери остановить бой. На кону стояли титулы чемпиона WBO European принадлежащий Аделейе, а также BBBofC British принадлежащий Уордли и вакантный Commonwealth Boxing Council.

### Бой с Соломоном Дэкресом
Вернулся 7 декабря 2024 года в Лондоне в вечере Фрэнка Уоррена против небитого проспекта, чемпиона Англии в тяжелом весе Соломона Дэкреса (9-0). Бой продлился не полный первый раунд, в одном из эпизодов Девид попал в верхнюю часть головы Дэкресу и отправил его в нокаут. Рефери даже не считал.

### Бой с Джейми Тшикева
5 апреля 2025 года в Манчестере в соглавном бою вечера завоевал титул чемпиона Британии встретившись с Джейми Тшикевой. Первый раунд прошёл в вязкой борьбе на средней и ближней дистанции. Было много клинча и сумбурных действий от обоих, но Тшикева лучше в джебе. Второй раунд Аделейе провел более активно. К 4-му раунду бойцы стали активнее - Джейми точнее джебом, он активнее, но ударная мощь на стороне пассивного Аделейе. После 4-х раундов статистика ударов составляла: 123 выброшенных у Тшикевы и 60 у Аделейе. 42 донесенных против 16-ти так же в пользу Тшикевы. В начале 6-го раунда при выходе из клинча после команды рефери "break" Аделейе попадает коротким правым в челюсть и Тшикева падает в нокдаун. После отсчёта, он поднимается, но снова оказывается в нокдауне под ударами соперника. Рефери останавливает бой и фиксирует нокаут. ТКО 6.

### Бой с Филипом Хрговичем
16 августа 2025 года в Саудовской Аравии встретился с высокорейтинговым тяжеловесом, чемпионом WBO International Филипом Хрговичем. Фаворит из Хорватии с первых секунд стартового раунда завладел преимуществом. На его стороне было больше ударов, работа на ногах, давление. Первый раунд прошёл в разведке. Следующий раунд оставался бы тоже за фаворитом, но британец попал точным левым джебом приведший к серьёзному рассечению. Хорват был осмотрен доктором, получил разрешение на продолжение. Не смотря на травму он смог мобилизоваться - работал над защитой, действовал многоударно и комбинационно. Хргович работал связкой "голова - туловище", чем беспокоил британца, который все раунды выжидал, бил меньше, надеясь на разовый удар. Следующие раунды прошли под диктовку фаворита. Логичным завершением стал и нокдаун в 8-ом отрезке в котором оказался Аделейе. Однако потрясенный британец смог встать и даже ответил несколькими точными боковыми. Последние раунды прошли в вязкой борьбе уставшие боксеры клинчевали, чуть лучше выглядел хорват. Судьи вынесли логичный счёт: 98-91, 99-90 и 99-90 в пользу фаворита. Он защитил свой титул WBO International и укрепил своё положение в рейтинге всех боксерских федераций.

## Статистика профессиональных боёв
В таблице перечислены результаты всех поединков боксёров.
В каждой строке указан результат поединка. Дополнительно номер поединка обозначен цветом, который обозначает итог поединка. Расшифровка обозначений и цветов представлена в нижеследующей таблице.
| Пример | Расшифровка                     |
| ------ | ------------------------------- |
|        | Победа                          |
|        | Ничья                           |
|        | Поражение                       |
|        | Планируемый поединок            |
|        | Поединок признан несостоявшимся |
| КО     | Нокаут                          |
| ТКО    | Технический нокаут              |
| PTS    | Решение судей (по очкам)        |
| UD     | Единогласное решение судей      |
| MD     | Решение большинства судей       |
| SD     | Раздельное решение судей        |
| RTD    | Отказ от продолжения боя        |
| DQ     | Дисквалификация                 |
| NC     | Поединок признан несостоявшимся |

| 16 поединков, 14 побед (13 нокаутом), 2 поражение. | 16 поединков, 14 побед (13 нокаутом), 2 поражение. | 16 поединков, 14 побед (13 нокаутом), 2 поражение. | 16 поединков, 14 побед (13 нокаутом), 2 поражение. | 16 поединков, 14 побед (13 нокаутом), 2 поражение.                | 16 поединков, 14 побед (13 нокаутом), 2 поражение. | 16 поединков, 14 побед (13 нокаутом), 2 поражение. |
| Бой                                                | Рекорд                                             | Дата боя                                           | Соперник                                           | Место проведения боя                                              | Результат                                          | Дополнительно |
| -------------------------------------------------- | -------------------------------------------------- | -------------------------------------------------- | -------------------------------------------------- | ----------------------------------------------------------------- | -------------------------------------------------- | --- |
| 13                                                 | 12-1                                               | 28 октября 2023                                    | Фабио Уордли (16-0)                                | Boulevard Hall, Эр-Рияд, Саудовская Аравия                        | TKO 7 (12), 2:04                                   | Бой за вакантный титул чемпиона Британского Содружества, и титулы чемпиона Европы по версии WBO European (2-я защита Аделейе) и чемпиона Великобритании по версии BBBofC (1-я защита Уордли) в тяжёлом весе. |
| 12                                                 | 12-0                                               | 9 июня 2023                                        | Эмир Ахматович (12-1)                              | Йорк-холл, Бетнал-Грин, Лондон, Англия, Великобритания            | RTD 5 (10), 3:00                                   | Защитил титул чемпиона Европы по версии WBO European (1-я защита Аделейе) в тяжёлом весе. |
| 11                                                 | 11-0                                               | 17 февраля 2023                                    | Дмитрий Безус (10-0)                               | Йорк-холл, Бетнал-Грин, Лондон, Англия, Великобритания            | TKO 2 (10), 1:48                                   | Завоевал вакантный титул чемпиона Европы по версии WBO European в тяжёлом весе. Безус в нокдаунах в 1-м и 2-м раунде.                                                                                        |
| 10                                                 | 10-0                                               | 11 ноября 2022                                     | Элвис Гарсия (9-3)                                 | Йорк-холл, Бетнал-Грин, Лондон, Великобритания                    | KO 2 (6), 2:27                                     | |
| 9                                                  | 9-0                                                | 23 апреля 2022                                     | Крис Хили (9-8)                                    | Стадион Уэмбли, Уэмбли, Лондон, Великобритания                    | TKO 4 (8), 0:52                                    | |
| 8                                                  | 8-0                                                | 12 ноября 2021                                     | Доминик Мусил (6-3)                                | Йорк-холл, Бетнал-Грин, Лондон, Великобритания                    | RTD 4 (8), 3:00                                    | |
| 7                                                  | 7-0                                                | 24 июля 2021                                       | Младен Манев (3-9)                                 | Уэмбли Арена, Уэмбли, Лондон, Великобритания                      | TKO 4 (6), 1:54                                    | |
| 6                                                  | 6-0                                                | 24 апреля 2021                                     | Камиль Соколовский (10-21-2)                       | Йорк-холл, Бетнал-Грин, Лондон, Великобритания                    | PTS (6)                                            | Счёт судьи: 58-57. |
| 5                                                  | 5-0                                                | 26 марта 2021                                      | Дэйв Престон (дебют)                               | Коппер-Бокс, Queen Elizabeth Olympic Park, Лондон, Великобритания | KO 1 (4), 1:20                                     | |
| 4                                                  | 4-0                                                | 28 ноября 2020                                     | Дэнни Уитакер (4-1)                                | Church House, Вестминстер, Лондон, Великобритания                 | TKO 2 (6), 2:09                                    | |
| 3                                                  | 3-0                                                | 29 августа 2020                                    | Фил Уильямс (3-25-1)                               | BT Sport Studio, Стратфорд, Лондон, Великобритания                | TKO 3 (4), 2:10                                    | |
| 2                                                  | 2-0                                                | 10 июля 2020                                       | Мэтт Гордон (2-2-1)                                | BT Sport Studio, Стратфорд, Лондон, Великобритания                | TKO 2 (4), 2:44                                    | |
| 1                                                  | 1-0                                                | 21 декабря 2019                                    | Дмитрий Калиновский (13-62-4)                      | Коппер-Бокс, Queen Elizabeth Olympic Park, Лондон, Великобритания | TKO 1 (4), 2:25                                    | Профессиональный дебют. |
| Бой                                                | Рекорд                                             | Дата боя                                           | Соперник                                           | Место проведения боя                                              | Результат                                          | Дополнительно |